# Călacea, Sălaj

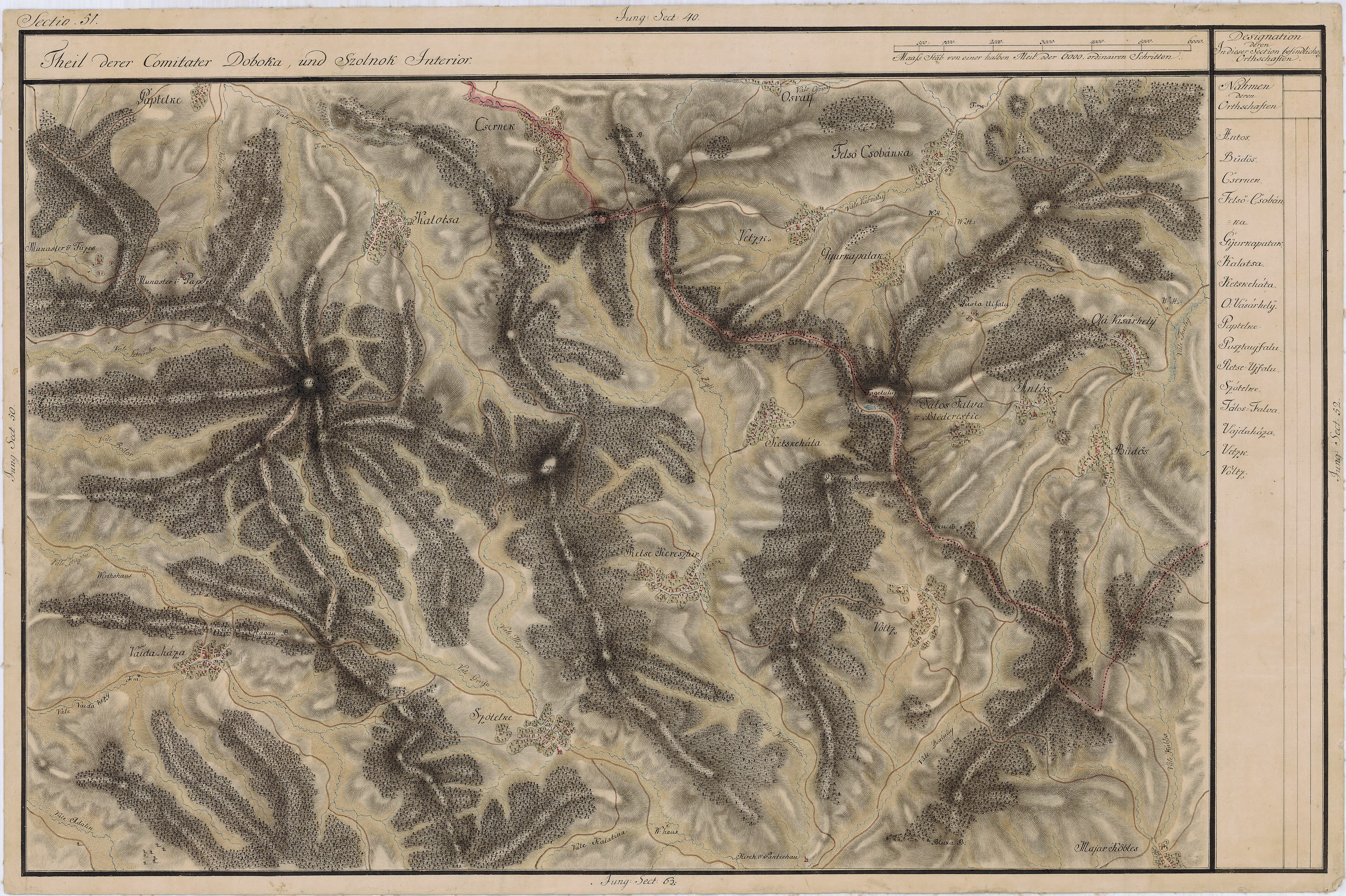
Călacea în Harta Iosefină a Transilvaniei, 1769–1773

Călacea (în maghiară Kiskalocsa, alternativ Kalocsa) este un sat în comuna Gârbou din județul Sălaj, Transilvania, România.

## Localizare
Localitatea Călacea este situată în partea estică a județului, la 7 km față de reședința comunei, satul Gârbou, pe drumul comunal DC45.

## Istorie
Călacea a fost atestată documentar pentru prima oară în anul 1312, sub numele de Kalacha. În localitate au fost descoperite fragmente de ceramică datând din epoca bronzului. Arheologul Károly Torma consemna în 1879 substrucțiile unei clădiri datând din epoca romană.

## Geografie
Relieful este deluros, cu înălțimi ce sporadic depășesc 500 m (Dealul Ambreiușului – 545 m), întretăiat de cursul a două pâraie care se varsă spre Gârbou prin Popteleac.

## Demografie
Conform recensământului populației din anul 2011, Călacea avea la acea dată 275 de locuitori.

## Obiective turistice
- Biserica din piatră din 1811, demolată și reconstruită, cu hramul Intrarea Maicii Domnului în Biserică[3]